# Saint-Ange-et-Torçay
Saint-Ange-et-Torçay település Franciaországban, Eure-et-Loir megyében. Lakosainak száma 284 fő (2022. január 1.). Saint-Ange-et-Torçay Saint-Maixme-Hauterive, Fontaine-les-Ribouts és Châtaincourt községekkel határos.

## Népesség
A település népessége az elmúlt években az alábbi módon változott:
| Lakosok száma | 219  | 224  | 243  | 277  | 282  | 285  | 287  | 285  | 285  | 284  |
|               | 1968 | 1982 | 1990 | 2006 | 2013 | 2015 | 2017 | 2019 | 2020 | 2022 |